# Fukuoka Dome
De Fukuoka Yahoo! Japan Dome (Japans: 福岡Yahoo! JAPANドーム, Fukuoka Domu) is een groot stadion in Fukuoka, Japan. Het biedt plaats aan 35.695 bezoekers. Het is de thuisbasis van het Fukuoka SoftBank Hawks honkbalteam. Er komen ook regelmatig buitenlandse honkbalteams. Andere evenementen die er gehouden worden zijn muziekconcerten, worstelshows. Het elliptische dak wordt omhoog gehouden door een constante luchtstroom, die op hoge druk gebracht is. Het gebouw werd geopend op 2 april 1993.
De openings- en afsluitingsceremonie van de Zomer Universiade 1995 werden hier gehouden.